# Patricio Ormazábal
Luis Patricio Ormazábal Mozó (* 12. Februar 1970 in Curicó) ist ein ehemaliger chilenischer Fußballspieler und späterer -trainer. Der Mittelfeldspieler spielte sieben Mal für die Nationalmannschaft Chiles. Mit der U-23 Chiles gewann Ormazábal die Bronzemedaille bei den Olympischen Spielen 2000.

## Karriere

### Vereinskarriere
Patricio Ormazábal kam zu Universidad Católica, nachdem ihn der damalige Jugendtrainer Fernando Díaz in La Serena entdeckt hatte. Im Jahr 1997 debütierte Ormazábal für UC und gewann direkt den ersten Meistertitel in der Apertura. In der Apertura 2002 kam seine zweite Meisterschaft hinzu, ehe er 2003 den Verein verließ und nach Argentinien zu San Lorenzo de Almagro wechselte, wo er unter anderem von Néstor Gorosito trainiert wurde. Nach der knapp verpassten Meisterschaft hinter den Boca Juniors wechselte der 1,70 m große Mittelfeldspieler zu Arsenal de Sarandí.
2005 kehrte Ormazábal nach Chile zurück und spielte für Universidad de Chile, wo er in der zweiten Saisonhälfte an die Dorados de Sinaloa aus Mexiko verliehen wurde. Nach der Leihe spielte er ein Jahr bei La U, wechselte 2006 aber zurück zum Universitätsrivalen Universidad Católica. Nach einer weiteren Station von 2008 bis 2010 bei CD Huachipato beendete Ormazábal seine Karriere 2012 in seiner Geburtsstadt bei Curicó Unido.

### Nationalmannschaftskarriere
Für Chile debütierte Patricio Ormazábal im März 2000 beim 5:2-Freundschaftsspiel-Erfolg gegen Honduras. Ormazábal absolvierte bis 2003 sieben Länderspiele, darunter fünf Qualifikationsspiele für die Weltmeisterschaften 2002 und 2006. Die 0:1-Niederlage gegen Paraguay im November 2003 war sein letztes Länderspiel.

### Trainerkarriere
Nah der aktiven Karriere ging Patricio Ormazábal als Jugendtrainer zu Universidad Católica 2013 zurück. 2014 betreute er die Profimannschaft des Klubs für den Rest der Saison, nachdem der vorherige Trainer Julio Falcioni entlassen wurde. 2019 verließ Ormazábal, der zuletzt als Co-Trainer von Beñat San José und Gustavo Quinteros gearbeitet hatte, den Universitätsklub und wurde Trainer des CD Magallanes. Im September desselben Jahres trennten sich Trainer und Klub wieder. Im Folgejahr wurde Ormazábal Trainer der U-20-Nationalmannschaft. Bei der U-20-Fußball-Südamerikameisterschaft 2023 in Kolumbien schied Chile in der Gruppenphase aus, woraufhin Ormazábal von seinem Trainerposten zurücktrat.

## Erfolge
Universidad Católica
- Chilenischer Meister: 1997-A, 2002-A

Chile
- Olympische Spiele 2000: Bronze